# Salvaterra (Brasile)
Salvaterra è un comune del Brasile nello Stato del Pará, parte della mesoregione di Marajó e della microregione di Arari.